# 山嘉利
山嘉利（Charles Alfred Stanley，1835年6月24日—1910年）美国公理会传教士，在中国天津工作了48年。
1835年6月24日，山嘉利出生于美国俄亥俄州，1858年毕业于该州玛丽埃塔的玛丽埃塔学院（Marietta College），1861年毕业于辛辛那提的雷恩神学院（Lane Theological Seminary）。
1862年2月10日，山嘉利与厄苏拉（Ursula Johnson，1839-1908）结婚，同年7月1日，27岁的山嘉利与新婚妻子受美国公理会差遣，从波士顿启航前往中国，12月24日抵达中国上海，1863年3月13日抵达中国北方的天津，在此传教48年之久。
山嘉利夫妇住进了华北第一位公理会传教士白汉理（Henry Blodget，1825－1903）创建的仓门口教堂。山嘉利师母一到天津，就在教堂里创办了华北第一所女子学校，日后的仰山女中就是以她命名。同时，山嘉利也关心生活在天津口岸的外侨，1864年，与他人联合创建了合众会堂（Union Church）。
山嘉利在传教之余，还为上海的《字林西报》（North China Daily News）担当通讯记者达40年之久。他在第一次回美国度假时，又学会了拔牙和补牙，成为当时上海以北唯一掌握这一技术的牙医。此外，山嘉利还发现了避暑胜地北戴河。
1899年，山嘉利夫妇第三次休假回到美国。由于1900年义和团事件在华北爆发，他们在1901年返回中国。1906年，公理会另外建立了西沽堂，山嘉利将学校等机构也迁往西沽。1910年10月，天津一批信徒脱离差会成立自立会，山嘉利同意将仓门口教堂出售给自立会。
1908年9月8日，山嘉利师母在北戴河去世，享年69岁，安葬于天津。1910年，山嘉利回到美国，参加玛利亚塔学院建校75周年纪念，此后住在马萨诸塞州温斯莱普的大女儿玛丽（Mary）家，同年去世，享年75岁，葬于波士顿教会公墓。
山嘉利夫妇一共生有五女一男六个孩子，除了两个女儿夭折，儿子山理（Charles Alfred Stanley，Jr，1878-）和次女山姑娘（Gertrude Williams Stanley）都从事传教工作，山理曾在山东庞庄和天津服务，1941年离开济南回国。1895年，山姑娘嫁给公理会传教士万卓志博士（George Durand Wilder，1869—1946），万卓志毕业于耶鲁大学，在1894年偕母亲万师太（Frances Ellen Durand Wilder）来华传教，爱好研究鸟类。万卓志夫妇先后驻通州、北京、德州等地，1942年被日军关押于山东潍坊乐道院集中营，1943年作为交换战俘遣返回美。